# Plaza Rabin
La plaza Rabin (en hebreo: כיכר רבין), antes "Plaza de los reyes de Israel", es una gran plaza pública en el centro de Tel Aviv, Israel. A través de los años ha sido escenario de numerosos mítines políticos, desfiles y otros eventos públicos. En 1995 la plaza fue renombrada en honor de Isaac Rabin después del asesinato de este que ocurrió allí el 4 de noviembre de ese mismo año a manos de un terrorista sionista de línea dura.
La plaza está rodeada por el edificio del Ayuntamiento de la ciudad hacia el norte (diseñado por el arquitecto Menachem Cohen), la calle Ibn Gabirol al este, la calle Frischmann al sur y el Bulevar Hen al oeste. Se diseñó junto con el Ayuntamiento en el año 1964 por los arquitectos Yaski y Alexandroni.